# Уравнение восхода
Уравнение восхода, как следует из названия, предназначено для вычисления местного солнечного времени восхода и заката Солнца при том или ином склонении Солнца и той или иной широты наблюдателя.
Уравнение восхода имеет следующий вид:
{\displaystyle \cos \omega _{\circ }=-\tan \phi \times \tan \delta }
Здесь:

{\displaystyle \omega _{\circ }} — часовой угол Солнца при восходе (если взято отрицательное значение) или закате (если взято положительное значение);
{\displaystyle \phi } — географическая широта наблюдателя на Земле;
{\displaystyle \delta } — склонение Солнца.

## Объяснение уравнения
Земля вращается с угловой скоростью в 15 градусов в час (относительно Солнца), поэтому результатом выражения {\displaystyle \omega _{\circ }\times {\frac {\mathrm {hour} }{{15}^{\circ }}}} является временной интервал между истинным полуднем и восходом (или закатом) Солнца.
Допускается, что северная широта сопровождается положительным знаком, а южная отрицательным ({\displaystyle \phi }). Широта экватора равна нулю. Солнечное склонение {\displaystyle \delta } равно нулю в дни равноденствий, когда Солнце находится точно над экватором, положительно во время зимы в северном полушарии и отрицательно во время лета.
Приведенное выше выражение применимо для областей между арктическим и антарктическим полярными кругами. В иных областях по крайней мере один раз в году в течение суток отсутствует закат или восход.

## Общее уравнение
Приведенное выше уравнение не учитывает явление атмосферной рефракции (солнечный диск приподнимается примерно на 0,6 градусов выше расчетного положения), а также то, что видимый размер солнца имеет определенную величину и Солнце не является точкой. Для вычисления времени захода (или восхода) верхнего края Солнца используется более точное уравнение:
{\displaystyle \cos \omega _{\circ }={\dfrac {\sin a-\sin \phi \times \sin \delta }{\cos \phi \times \cos \delta }}}
С высотой (a) центра солнечного диска примерно равной −0.83° (или −50 угловых минут).